# Progenitors d'esclats de raigs gamma

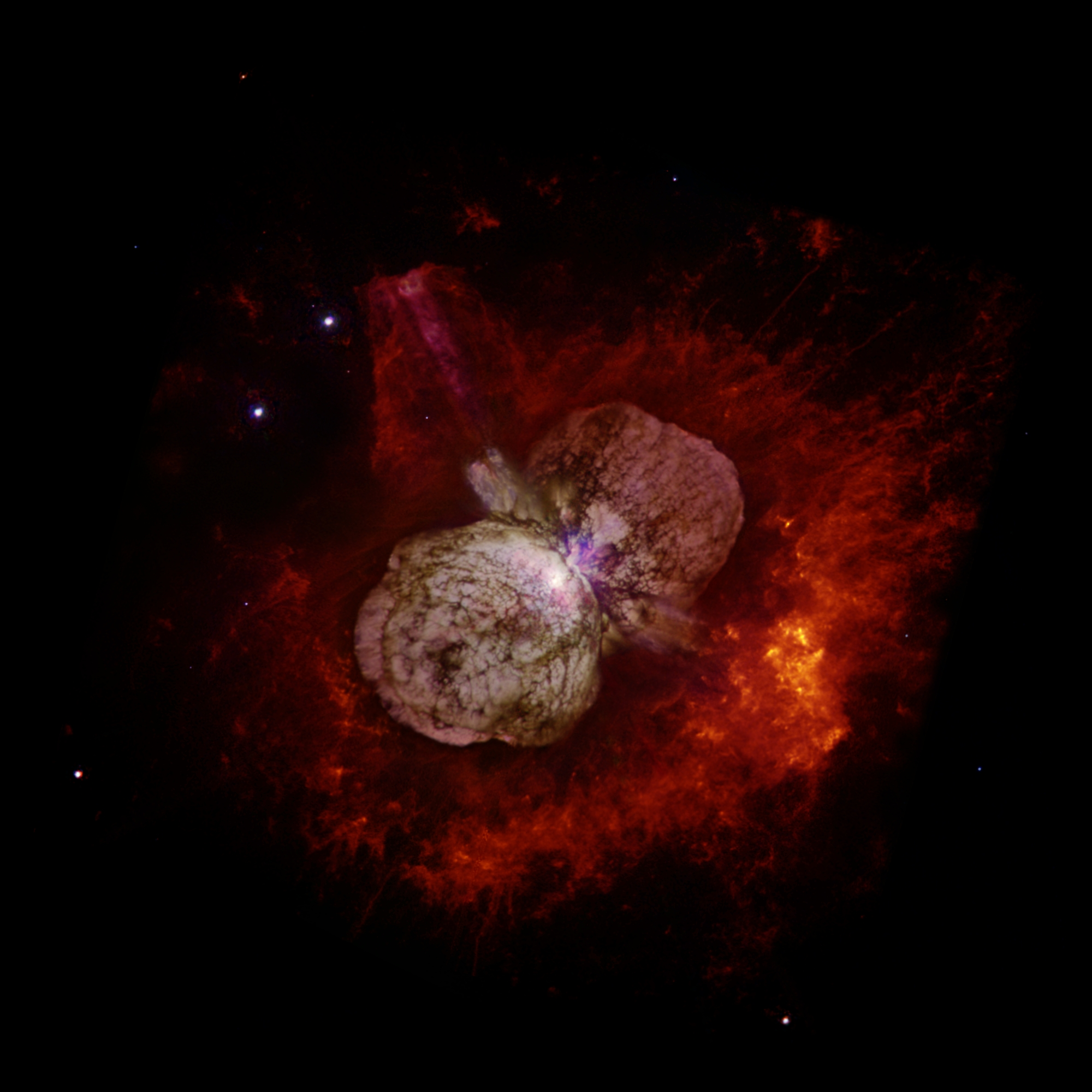
Eta Carinae, en la Constel·lació de la Quilla, un dels candidats més propers per a una hipernova

Els progenitors d'esclats de raigs gamma són els tipus d'objectes celestes que poden emetre esclats de raigs gamma (GRBs). Els GRBs mostren un extraordinari grau de diversitat. Poden durar des d'una fracció de segon a molts minuts. Els esclats podrien tenir un sol perfil o oscil·len violentament amunt i avall en intensitat, i els seus espectres són molt variables a diferència d'altres objectes en l'espai. La manca gairebé total de les restriccions d'observació dona lloc a una profusió de teories, incloent forats negres evaporant-se, flamarades magnètiques en nanes blanques, acreció de matèria en estrelles de neutrons, acreció d'antimatèria, supernovae, hypernovae, i la ràpida extracció de l'energia de rotació des de forats negres supermassius, entre d'altres.
Hi ha almenys dos tipus diferents de progenitors (fonts) de GRBs: una responsable dels de llarga durada, els esclats d'espectre suau i un (o possiblement més) responsables de curta durada, ràfegues d'espectre fort. Els progenitors de GRBs llargs es consideren que són estrelles massives de baixa metal·licitat explotant a causa del col·lapse dels seus nuclis. Els progenitors de GRBs curts encara es desconeixen, però les fusions de les estrelles de neutrons és probablement el model més recolzat a partir del 2007.